# ゴーモン
ゴーモンまたはゴモン（フランス語: Gaumont  発音例）はフランスの大手映画制作会社。1895年に技師・発明家のレオン・ゴーモン（ゴモン）（Léon Gaumont ）が創業した、現存する最古の映画会社である。

## 歴史

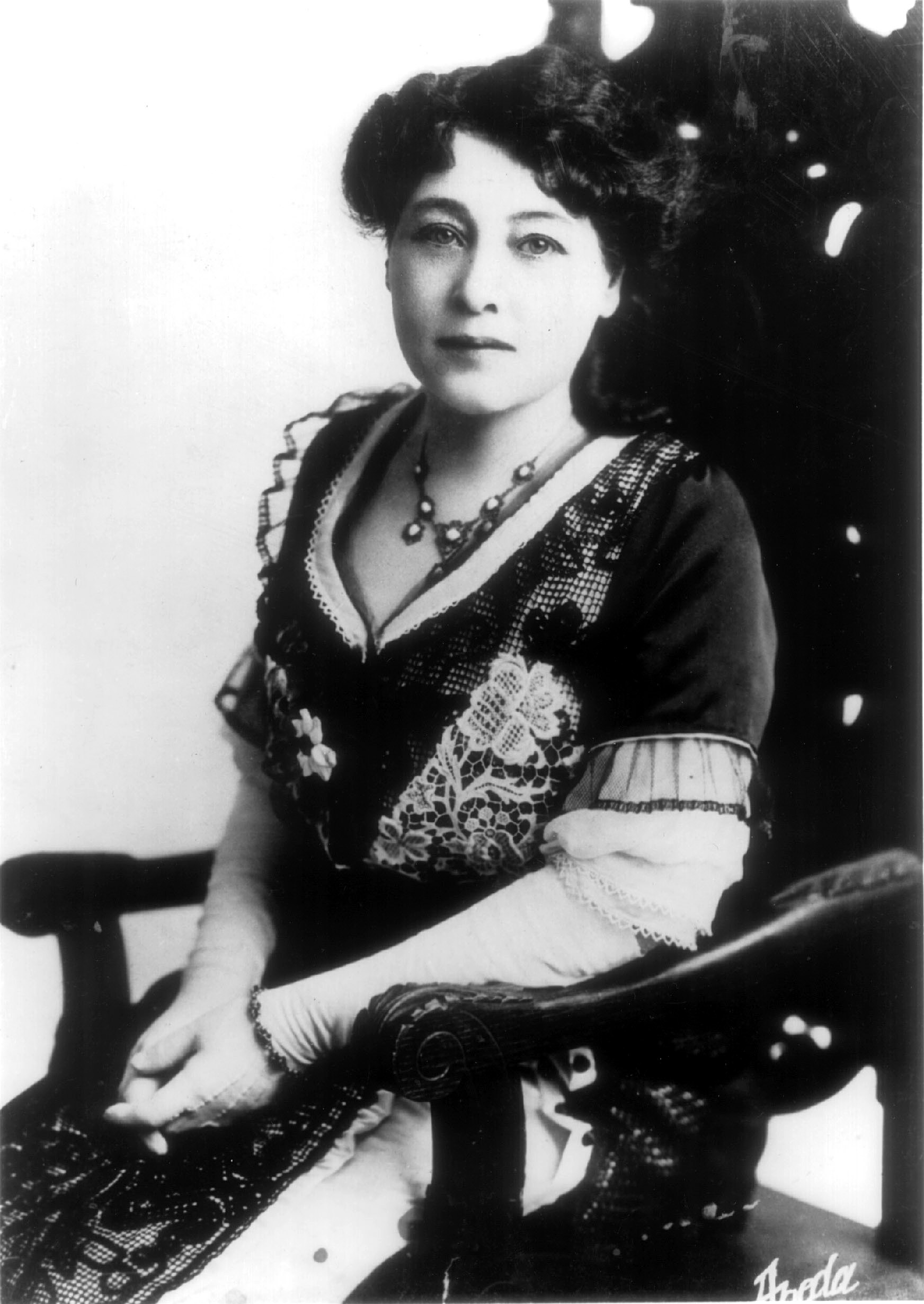
アリス・ギイ

創業当時、ゴーモン商会（Société L. Gaumont et compagnie ）は双眼鏡・映写機・カメラなど写真関係の機材を扱う会社であった。1896年撮影にも映写にも使える連続写真撮影機「Demeny-Gaumont」（クロノフォトグラフィーの原理を用いたもの）を発売し、その販売促進用に短編映画も製作した。このときゴーモンの秘書であるアリス・ギイが撮影に当たった。ゴーモンは映写機の販売の際に上映用の映画フィルムも同梱するため、1897年から本格的に映画製作に乗り出した。最初は記録映像が多かったが、次第に劇映画も作るようになった。ギイは映画部門の重役となり多数の映画の監督・製作を行ったが、彼女は女性初の映画監督であるとともに史上初めて劇映画を作った人物とみなされている。
1900年のパリ万博では映写機や撮影用機材などを出品した。1903年にはマーガレットのロゴを採用している。これはレオン・ゴーモンの母マルグリット（Marguerite ）にちなんだもので、その後100年間に何度もデザインの手直しは行われているが、マーガレットの花びらが「Gaumont」という社名の周囲を取り巻くデザインは今日まで基本的に変わっていない。

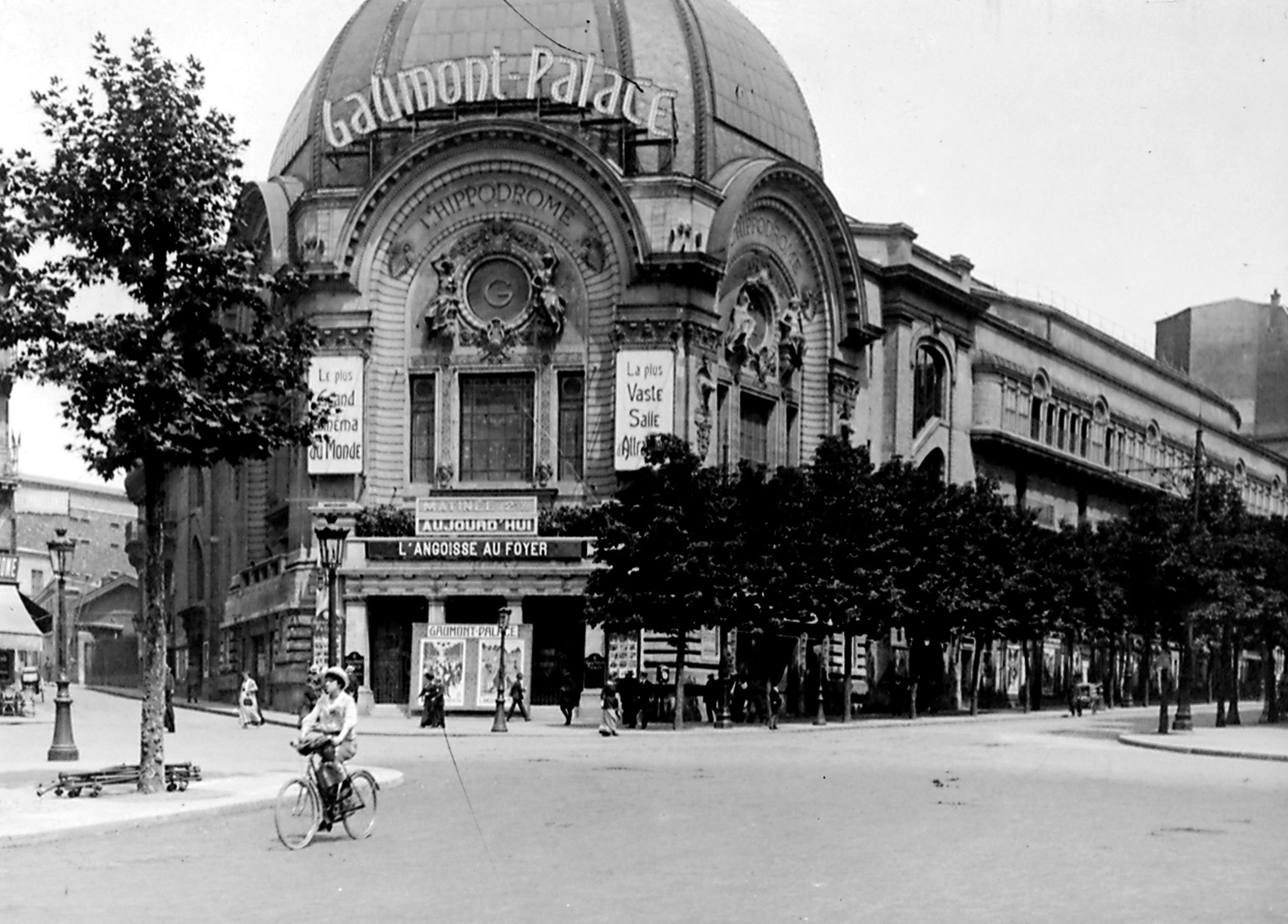
ゴーモン・パラス（1910年代）

ゴーモンはフランス有数の映画会社となり、1905年にはパリ郊外のラ・ヴィレット（19区）のビュット・ショーモン公園付近に大きな映画スタジオ「シテ・エルジェ」（Cité Elgé 、エルジェの街、エルジェとはレオン・ゴーモンのイニシャル「L.G」に由来する）を建てた。これは当時世界最大級のスタジオであった。1906年には有限会社となり、映画製作はシテ・エルジェに集約し、1907年には撮影機材やフィルムの生産からも手を引いて事業を映画製作に集中した。映画館へのフィルム販売もやめレンタル方式へと移行し、自前の映画館網の開設も始めた。1911年にはサーカスや競馬の会場であったモンマルトルのヒッポドロームを改装し、席数6,000の巨大映画館ゴーモン・パラス（Gaumont Palace ）を開業している。ゴーモンは、フランスにおけるライバル会社のパテ兄弟社（Pathé Frères 、現在のパテ）とともに、第一次世界大戦勃発前はヨーロッパの映画産業を支配していた。

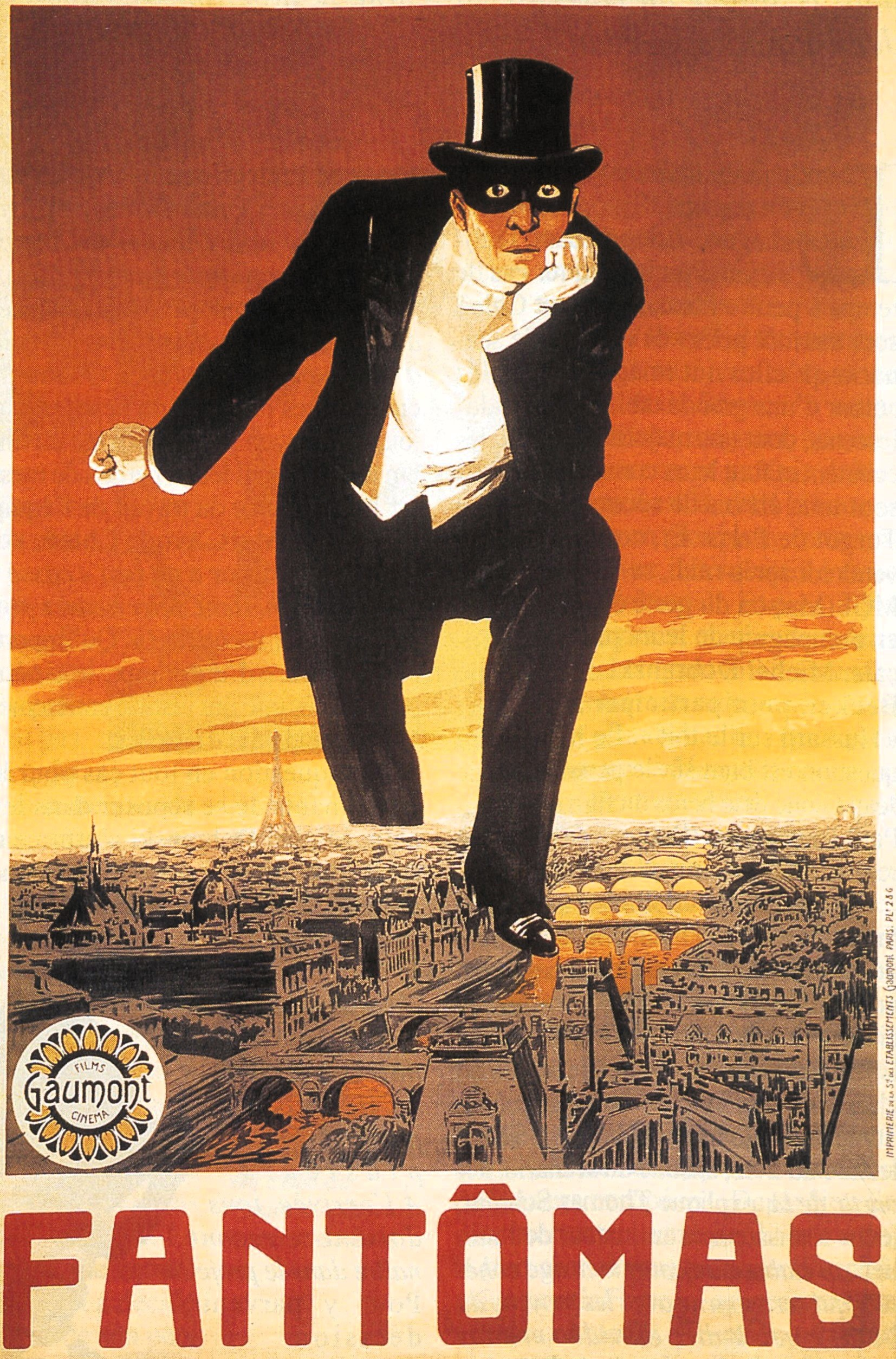
連続活劇『ファントマ』（Fantômas）のポスター

1907年ごろからルイ・フイヤード（Louis Feuillade ）がゴーモンの芸術監督の地位にあった。レオンス・ペレ（Léonce Perret ）も1917年にアメリカ合衆国へ渡るまでゴーモンで映画監督を行っている。当時のゴーモンの作品の主なものには、フイヤードによる連続活劇『レ・ヴァンピール』『ジュデックス』『ファントマ』、連続喜劇の『Onésime』や『Bébé』などがあり、その他多数のニュース映画も製作している。映画監督のアベル・ガンス、アルフレッド・ヒッチコック、ジャン・ヴィゴ、初期のアニメーション作家エミール・コールらもゴーモンで作品を作っている。
ゴーモンは1915年にはイギリスのロンドン西部にライム・グローブ・スタジオを設立している。また事務所を開いて映画館網を買収し、「ゴーモン・ブリティッシュ」を設立した。この会社は1922年にフランスの親会社から独立し、後にヒッチコックの映画『三十九夜』（1935年）、『バルカン超特急』（1938年）も手がけている。
しかし第一次世界大戦の後はゴーモンの急成長に歯止めがかかり、アメリカの映画会社に市場シェアを奪われる。ゴーモンの名監督だったルイ・フイヤードは1925年に没し、さらにトーキーなどの技術の進歩もゴーモンには負担となった。ゴーモンはアメリカのメトロ・ゴールドウィン・メイヤー（MGM）と配給の合意を交わしている。また世界恐慌後の不況が襲った1930年代初期、ゴーモンはFranco-Film Aubertとの合併を行い「Gaumont Franco-Film Aubert（GFFA）」となった。1930年代は喜劇映画などで何とか生き延びたゴーモンは、1938年に大手のアヴァス通信社（Havas 、現在の広告代理店アヴァスの前身）のもとで「Société nouvelle des établissements Gaumont」へと再編された。
第二次世界大戦を生き延びて、フランスを代表する大手映画製作会社として君臨し、1975年には社名を単に「Gaumont」と変え、産業界の名門セドゥ家出身のニコラ・セドゥ（Nicolas Seydoux） の経営で映画製作などを行ってきた。ニコラ・セドゥの兄ジェローム・セドゥも、1990年よりパテの社長となっている。

## 21世紀のゴーモン
現在もハリウッド・メジャーの傘下に属しないインディペンデント系の映画会社で、リュック・ベッソンらの娯楽大作映画やジャン＝リュック・ゴダールらの作品も手がける世界有数の規模の映画製作会社である。またフランスにおいて映画配給も行っている。
テレビ向けの番組制作も行う。例えば『Highlander: The Animated Series』、『Dragon Flyz』、『Sky Dancers』、『Oggy and the Cockroaches』（オギー&コックローチ）などのアニメーション番組もゴーモン製作である。
2004年から2007年にはソニーと映画製作・劇場配給・DVD販売などのパートナーシップを結んでいた。また、パテとともにフランス国内の映画館網を所有している。

## 映画作品

### 1940年代、1970年代
- 1947年:幸福の設計 Antoine et Antoinette
- 1976年:O侯爵夫人 Die Marquise von O...
- 1976年:ヒア & ゼア こことよそ Ici et ailleurs
- 1978年:ポケットの愛 L'Amant de poche
- 1978年:聖杯伝説 Perceval le Gallois
- 1978年:甘くない砂糖 Le Sucre
- 1979年:ノスフェラトゥ Nosferatu: Phantom der Nacht
- 1979年:ベニスを忘れるため Dimenticare Venezia
- 1979年:セリ・ノワール Série noire
- 1979年:ブロンテ姉妹 Les Soeurs Brontë
- 1979年:ドン・ジョヴァンニ Don Giovanni

### 1980年代
- 1980年:二人の女 Le Voyage en Douce
- 1980年:女の都 La città delle donne
- 1980年:華麗なる女銀行家 La Banquière
- 1980年:ラ・ブーム La Boum
- 1981年:放蕩娘 La Fille prodigue
- 1981年:ポゼッション Possession
- 1981年:狂える戦場 La Pelle
- 1982年:炎のごとく Tout feu, tout flamme
- 1982年:ある女の存在証明 Identificazione di una donna
- 1982年:ケレル Querelle
- 1982年:鱒 La Truite
- 1982年:ラ・ブーム2 La Boum 2
- 1982年:ファニーとアレクサンデル Fanny och Alexander
- 1983年:ダントン Danton
- 1983年:赤道 Équateur
- 1983年:溝の中の月 La Lune dans le caniveau
- 1983年:傷ついた男 L'Homme blessé
- 1983年:ドイツの恋 Eine Liebe in Deutschland
- 1983年:そして船は行く E la nave va
- 1983年:愛の記念に À nos amours
- 1984年:スワンの恋 Un amour de Swann
- 1984年:善良なる王ダゴベール Le Bon roi Dagobert
- 1984年:カルメン Carmen
- 1985年:サブウェイ Subway
- 1985年:ポリス Police
- 1986年:ベティ・ブルー 愛と激情の日々 37°2 le matin
- 1986年:神風 Kamikaze
- 1987年:右側に気をつけろ Soigne ta droite
- 1988年:悪霊 Les Possédés
- 1988年:グラン・ブルー Le Grand bleu
- 1988年:カミーユ・クローデル Camille Claudel
- 1989年:スプレンドール Splendor
- 1989年:ロザリンとライオン Roselyne et les lions

### 1990年代
- 1990年:ニキータ Nikita
- 1990年:プロヴァンス物語 マルセルの夏 La Gloire de mon père
- 1990年:プロヴァンス物語 マルセルのお城 Le Château de ma mère
- 1991年:アトランティス Atlantis
- 1991年:新ドイツ零年 Allemagne 90 neuf zéro
- 1992年:IP5/愛を探す旅人たち IP5: L'Île aux pachydermes
- 1992年:1492 コロンブス 1492: Conquest of Paradise
- 1993年:可愛いだけじゃダメかしら Toxic Affair
- 1993年:恋人たちのアパルトマン Fanfan
- 1994年:JLG/自画像 JLG/JLG - autoportrait de décembre
- 1994年:他人のそら似 Grosse fatigue
- 1994年:レオン Léon
- 1995年:ボクサー/最後の挑戦 Les truffes
- 1995年:レスリー・ニールセンのドラキュラ Dracula: Dead and Loving It
- 1997年:フィフス・エレメント The Fifth Element
- 1997年:プレイバック Héroïnes
- 1998年:ビジター Les Couloirs du temps: Les Visiteurs II
- 1998年:奇人たちの晩餐会 Le Dîner de cons
- 1999年:ジャンヌ・ダルク Joan of Arc

### 2000年代
- 2000年:宮廷料理人ヴァテール Vatel
- 2000年:クリムゾン・リバー Les Rivières pourpres
- 2001年:メルシィ!人生 Le Placard
- 2001年:マイ・ラブリー・フィアンセ Just Visiting
- 2002年:ザ・レース Le Raid
- 2002年:幸せになる彼氏の選び方　～負け犬な私の恋愛日記～ I'm with Lucy
- 2002年:ザ・コード La Mentale
- 2004年:コルシカン・ファイル L'Enquête corse
- 2005年:エンパイア・オブ・ザ・ウルフ L'Empire des loups
- 2006年:恋愛睡眠のすすめ La Science des rêves
- 2000年:OSS 117 私を愛したカフェオーレ OSS 117: Le Caire, nid d'espions
- 2006年:ぜんぶ、フィデルのせい La Faute à Fidel!
- 2007年:サイン・オブ・デス Pars vite et reviens tard
- 2007年:インストーラー Chrysalis
- 2008年:ブロークン The Broken
- 2008年:その男ヴァン・ダム JCVD
- 2009年:OSS 117 リオデジャネイロ応答なし OSS 117: Rio ne répond plus
- 2009年:デッドクリフ Vertige
- 2009年:スプライス Splice
- 2009年:サハラ、熱砂の愛 Le Dernier vol

### 2010年代
- 2010年:トゥエルヴ Twelve
- 2010年:黄色い星の子供たち La Rafle
- 2010年:ゴールド・ハンター 600キロの金塊を追え! 600 kilos d'or pur
- 2010年:恋と愛の測り方 Last Night
- 2010年:この愛のために撃て À bout portant
- 2011年:理想の出産 Un heureux événement
- 2011年:最強のふたり Intouchables
- 2011年:そして友よ、静かに死ね Les Lyonnais
- 2012年:シェフ! 〜三ツ星レストランの舞台裏へようこそ〜 Comme un chef
- 2012年:カミーユ、恋はふたたび Camille redouble
- 2013年:美しい絵の崩壊 Perfect Mothers
- 2013年:不機嫌なママにメルシィ! Les Garçons et Guillaume, à table!
- 2013年:オンリー・ゴッド Only God Forgives
- 2013年:パワー・ゲーム Paranoia
- 2013年:ベル＆セバスチャン　新たな旅立ち Belle et Sébastien
- 2013年:ターニング・タイド 希望の海 En solitaire
- 2013年:愛の犯罪者 L'Amour est un crime parfait
- 2013年:天才スピヴェット The Young & Prodigious T.S. Spivet
- 2014年:友よ、さらばと言おう Mea culpa
- 2014年:パリよ、永遠に Diplomatie
- 2014年:グレース・オブ・モナコ 公妃の切り札 Grace of Monaco
- 2014年:呼吸 友情と破壊 Respire
- 2014年:ボヴァリー夫人とパン屋 Gemma Bovery
- 2014年:サンバ Samba
- 2014年:フレンチ・コネクション 史上最強の麻薬戦争 La French
- 2015年:孤独の暗殺者/スナイパー La Résistance de l'air
- 2015年:スリー・オブ・アス Nous trois ou rien
- 2015年:ナルコス Narcos
- 2018年ナルコス:メキシコ編 Narcos:Mexico

## カメラ製品の一覧

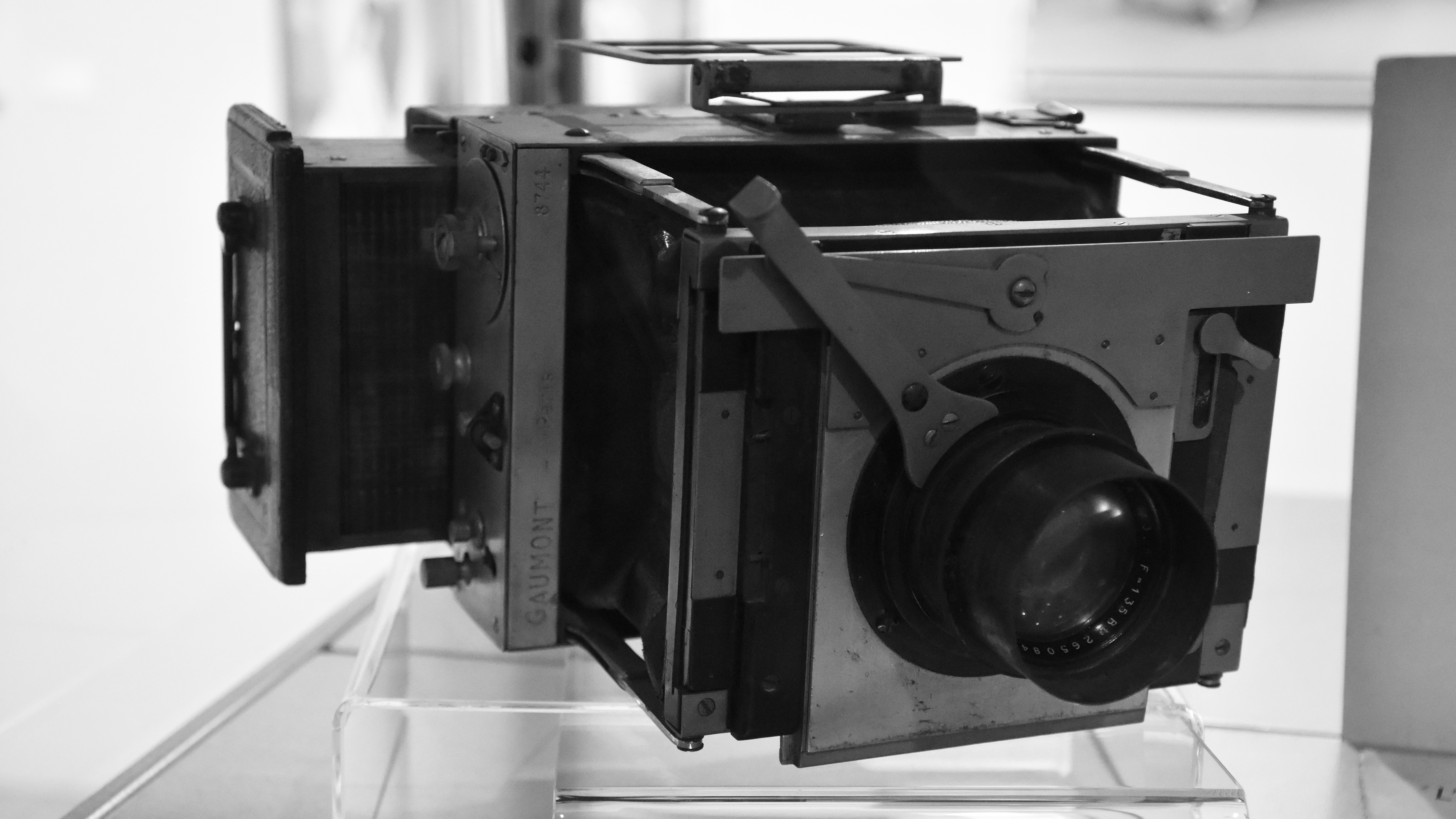
スピード・ルポルタージュ（Spido reportage）

- ブロックノート（Block-Notes 、1902年発売[4]） - 4本腕金具のクラップカメラ[4]。ボディーは金属製で黒エナメル仕上げ、手になじむ形状になっていた[4]。アトム（4.5×6cm）判と大名刺（6.5×9cm）判があり、アトム判のモデルはアトム判の名称の由来となったアトムより前に発売されている[4]。シャッターはギロチン式で、1/4-1/64秒、B[4]。作動部と制御部が別々になっている[4]。ファインダーを引き出すことによりシャッターがチャージされる。レンズは前玉回転式[4]でエ・クラウス製[4]のクラウス・プロター7.5cmF9[4]またはクラウス・テッサー7.5cmF6.3[4]またはクラウス・テッサー72mmF6.3。日本にも相当数が輸入され、また「三越カメラ」というコピー商品があった。
- ブロックノートMP - アトム判[4]。ピント合わせはバックフォーカシング式[4]。。シャッターはギロチン式で、1/4-1/64秒、B[4]。レンズはエ・クラウス製72mm4.5[4]。
- スピード（Spido ）
- スピード・ジュメユ
- スピード・ルポルタージュ
- ステレオ・スピード（Stéréospido ）